# إيستشستر (نيويورك)
إيستشستر (بالإنجليزية: Eastchester (town), New York)‏ هي بلدة أمريكية تقع في الولايات المتحدة في مقاطعة ويستتشستر، نيويورك. يقدر عدد سكانها بـ 32,363 نسمة ومساحتها 13.0 كم2 ووترتفع عن سطح البحر 67 متر.

## أعلام
- بوبي موينيهان